# Бекасово (Калузька область)
Бекасово (рос. Бекасово) — присілок в Юхновському районі Калузької області Російської Федерації.
Населення становить 10 осіб. Входить до складу муніципального утворення Присілок Чемоданово.

## Історія
Від 2004 року входить до складу муніципального утворення Присілок Чемоданово

## Населення
| 2002 | 2010 |
| ---- | ---- |
| 20   | ↘10  |